# Camp Lake (Wisconsin)
Camp Lake es un lugar designado por el censo ubicado en el condado de Kenosha en el estado estadounidense de Wisconsin. En el Censo de 2010 tenía una población de 3.665 habitantes y una densidad poblacional de 259,64 personas por km².

## Geografía
Camp Lake se encuentra ubicado en las coordenadas 42°31′50″N 88°8′46″O / 42.53056, -88.14611. Según la Oficina del Censo de los Estados Unidos, Camp Lake tiene una superficie total de 14.12 km², de la cual 11.76 km² corresponden a tierra firme y (16.66%) 2.35 km² es agua.

## Demografía
Según el censo de 2010, había 3.665 personas residiendo en Camp Lake. La densidad de población era de 259,64 hab./km². De los 3.665 habitantes, Camp Lake estaba compuesto por el 95.88% blancos, el 0.35% eran afroamericanos, el 0.38% eran amerindios, el 0.46% eran asiáticos, el 0.03% eran isleños del Pacífico, el 1.69% eran de otras razas y el 1.2% pertenecían a dos o más razas. Del total de la población el 5.38% eran hispanos o latinos de cualquier raza.